# Hans Kungl. Höghet shinglar
Hans Kungl. Höghet shinglar är en svensk-tysk film från 1928 i regi av Ragnar Hyltén-Cavallius. 

## Om filmen
Filmen premiärvisades 10 februari 1928 på biograf Röda Kvarn i Stockholm. Filmen spelades in vid Jofa-Ateliers i Berlin och Filmstaden Råsunda med exteriörer från Grips slott, Sandhamn, Södergarn, Djurgården och ombord på fullriggaren Abraham Rydberg av Axel Lindblom och Gustav A. Gustafson. 

## Rollista i urval
- Hans Junkermann – André Gregory, barberare
- Enrique Rivero – Nickolo, hans "sonson"
- Karin Swanström – änkefru Sophie Svensson, ägare till Saltö slott
- Brita Appelgren – Astrid Svensson, hennes dotter
- Maria Paudler – Karin, Astrids väninna
- Julius Falkenstein – greve Claës-Adam Edelstjerna
- Georg Blomstedt – von Alyhr, före detta kammarherre
- Fritz Alberti – generallöjtnant Kirwan, före detta finansminister
- Friedrich Felix – tiggaren
- Albert Steinrück – rakkund
- Curt Bois – en av de unga männen som tror sig vara kronprins Nickolo
- Ernst Verebes – en av de unga männen som tror sig vara kronprins Nickolo
- Sigurd Lohde – en av de unga männen som tror sig vara kronprins Nickolo
- Olav Riégo – mannen i telefon
- Weyler Hildebrand – en besättningsman på fartyget